# Gjemnes
Gjemnes é uma comuna da Noruega, com 382 km² de área e 2 650 habitantes (censo de 2004).         